# János Konrád
János Konrád (ur. 27 sierpnia 1941 w Budapeszcie, zm. 26 listopada 2014 w Solymár) – węgierski piłkarz wodny i pływak. Trzykrotny medalista olimpijski.
Na igrzyskach startował trzy razy i za każdym razem z drużyną waterpolistów sięgał po medale, największy sukces odnosząc w Tokio (złoto). W Rzymie startował także w konkurencji pływackiej (100 m stylu grzbietowym), jednak odpadł we wczesnej fazie rywalizacji.
Waterpolistami byli także jego bracia Sándor i Ferenc.